# Округ Фримонт (Ајдахо)
Округ Фримонт (енгл. Fremont County) је округ у америчкој савезној држави Ајдахо.

## Демографија
По попису из 2010. године број становника је 13.242, што је 1.423 (12,0%) становника више него 2000. године.
| Група             | 2000.          | 2010.          |
| Белци             | 10.320 (87,3%) | 11.273 (85,1%) |
| Афроамериканци    | 19 (0,2%)      | 46 (0,3%)      |
| Азијати           | 43 (0,4%)      | 29 (0,2%)      |
| Хиспаноамериканци | 1.255 (10,6%)  | 1.694 (12,8%)  |
| Укупно            | 11.819         | 13.242         |